# Parque nacional del Gran Cañón
El Parque nacional del Gran Cañón (en inglés Grand Canyon National Park) es un parque nacional de los Estados Unidos, uno de los más antiguos del país, localizado en el estado de Arizona. Dentro del parque se encuentra el Gran Cañón, una garganta del río Colorado que quedó entre las 28 finalistas del concurso Las 7 maravillas naturales del mundo (New7wonders). El parque tiene una extensión de 4926,66 km².
La mayor parte de los visitantes entra por el lado sur, por la autopista estatal 64, que une las entradas sur, cerca de Tusayan, y este del parque. Las oficinas centrales del parque se encuentran en Grand Canyon Village, cerca de la entrada sur. Unas treinta millas del lado sur son accesibles por carretera. Muchos menos visitantes acuden al lado norte, a través de la autopista estatal 67. La única conexión por carretera entre los dos lados es el puente Navajo, lo que supone un recorrido de cinco horas. El resto del Gran Cañón es muy accidentado, aunque algunos lugares son accesibles en mula o por caminos forestales.
El área del Gran Cañón se convirtió en Monumento Nacional el 11 de enero de 1908, por proclamación del presidente Theodore Roosevelt y fue rediseñada como parque nacional el 26 de febrero de 1919. La creación del parque fue un éxito de los movimientos conservacionistas, ya que ayudó a impedir la construcción de embalses en su interior.
En 1979, el parque fue declarado Patrimonio de la Humanidad por la Unesco.

## Geografía

### Situación y dimensiones

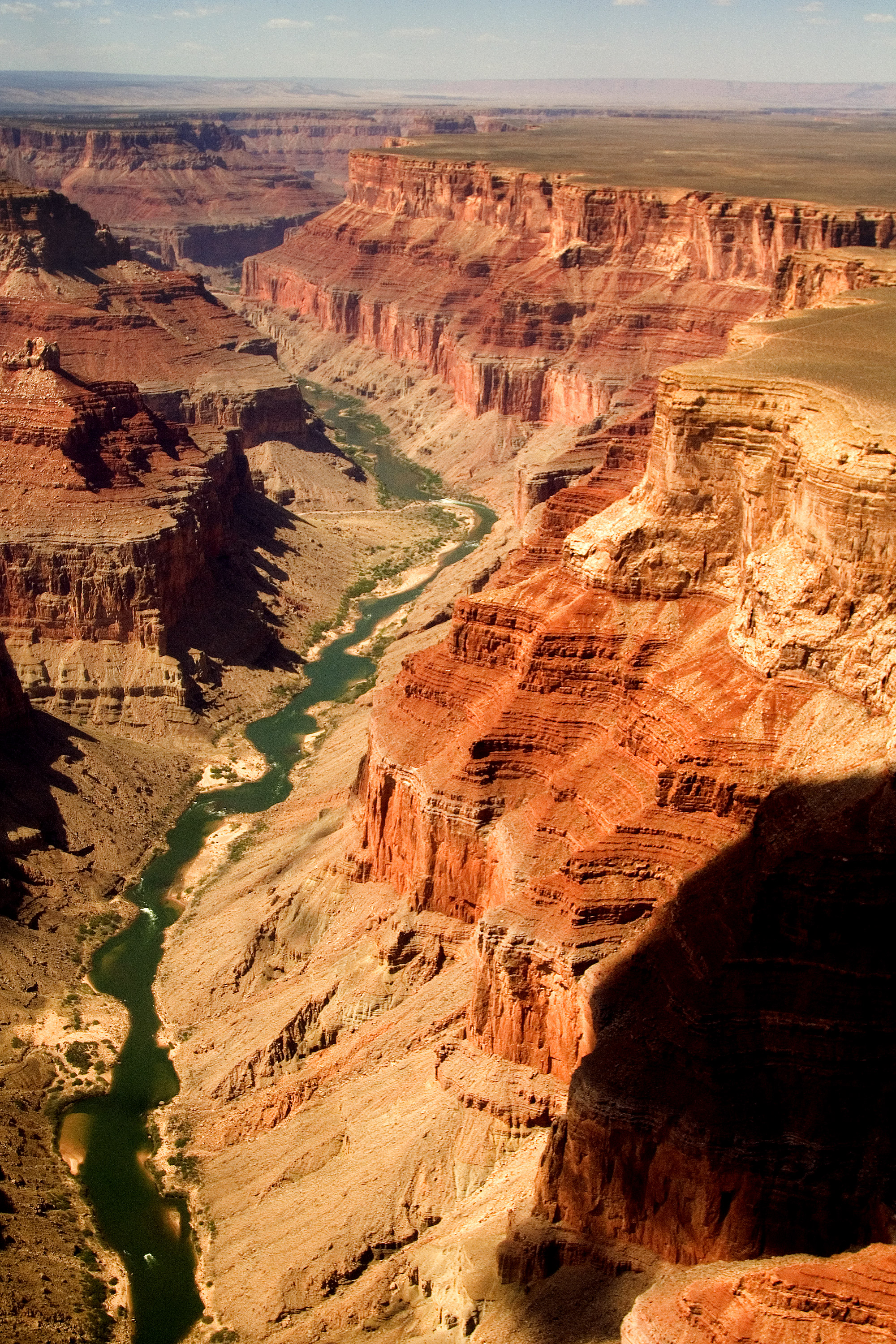
El Gran Cañón

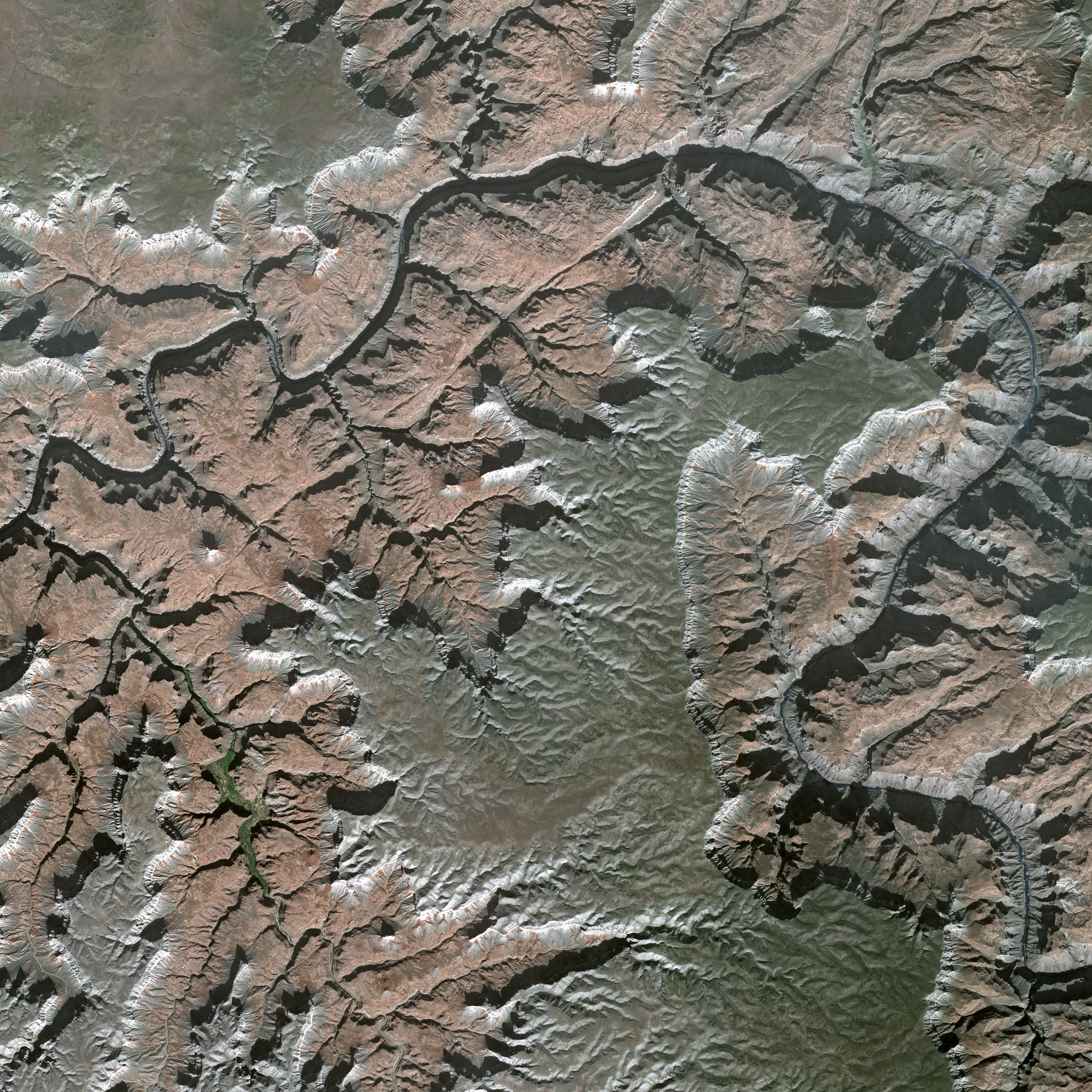
El Gran Cañón visto por el satélite Spot

El parque del Gran Cañón se sitúa al suroeste de los Estados Unidos, al noroeste de Arizona. Las dimensiones del Gran Cañón son gigantescas: se extiende sobre alrededor de 450 km de largo entre el lago Powell y el lago Mead. Su profundidad media es de 1300 metros con un máximo de más 2000 metros. Su anchura varía desde 5,5 km a los 30 km. El Gran Cañón no es ni el más profundo, ni el más imponente de los cañones terrestres: el Cañón del Cobre en Chihuahua y el Hells Canyon en Idaho son gargantas más profundas. Pero el lugar es notable por las diferentes vistas que ofrece a los visitantes y por los diferentes estratos geológicos que aparecen en los acantilados, bien conocidas de los geólogos. Los estratos relatan la historia del continente norteamericano. El cañón es el resultado del espectacular trabajo de la erosión, en particular, la del río Colorado que discurre por su fondo.

### El Colorado
El Gran Cañón ha sido esculpido por la fuerza del río Colorado que tiene su nacimiento en las Montañas Rocosas y desemboca en el golfo de California después de haber recorrido 2333 km. En el nivel inferior de Yavapai Point, el lecho del río se encuentra a 750 metros sobre el nivel del mar. El caudal medio del río es de 650 m ³/s. Sin embargo, en los períodos de crecida, este puede aumentar significativamente: antes de la construcción de las presas, el caudal podía alcanzar los 2300 m ³/s. Un centenar de rápidos se encuentran en el fondo del cañón. Varios afluentes desembocan en el Colorado: el arroyo de Kanab, el arroyo de Havasu, el río Pequeño Colorado y el río Paria. Muchos cursos de agua son temporales y dependen de las precipitaciones y de la temporada.

## Geología
El Gran Cañón presenta rocas que se cuentan entre las más antiguas de la Tierra: algunas del fondo de las gargantas están datadas en 1700 millones de años. Se considera en aproximadamente mil el número de grutas y cavernas en el Gran Cañón: sólo 335 están reconocidas. La mayoría de entre ellas se encuentran en las formaciones geológicas de Redwall y Muav. Algunas son muy frecuentadas por los turistas, como la de los  Domes en Horseshoe Mesa, que son atraídos por los espeleotemas (estalactitas, estalagmitas, etc). 

### Historia geológica
Es posible remontarse hasta aproximadamente 1700 millones de años para describir la historia del Gran Cañón. Al final del Precámbrico (era proterozoica), las rocas sedimentarias que se formaban lentamente se metamorfizaron bajo la acción de fuertes presiones y de las elevadas temperaturas del magma. Hace alrededor de 1200 millones de años, al final del proterozoico, 4000 metros de sedimentos y de lava se acumularon en un mar poco profundo. Hacia los 725 millones de años, estas rocas fueron elevadas y deformadas para convertirse en una cadena de montañas. Un largo proceso de erosión sucedió a este período. Luego la región fue invadida de nuevo por el mar en sucesivas ocasiones entre los 550 y 250 millones de años, dando lugar a la formación de nuevas capas de arenisca, caliza y esquisto (grupos de Tonto y Supai). Entre 80 y 35 millones de años, la orogenia laramienne dio lugar a la formación de las Montañas Rocosas situadas más al oeste y deformaciones en la región del actual Gran Cañón. Una intensa actividad volcánica comenzó hace seis millones de años, causando importantes corrientes de lava. Una primera hipótesis era que el Gran Cañón mismo se formó a partir del final del cenozoico gracias a la acción erosiva del Colorado, reforzada por la apertura del golfo de California posteriormente. Nuevas erupciones produjeron corrientes de lava que formaron varias obstrucciones en la garganta y dieron lugar a lagos de una profundidad que llega hasta los 600 metros. Según los más recientes datos mineralógicos, podría ser más antiguo de 17 millones de años, lo que representa 11 millones de años más que lo que se pensaba (estimación a principios de 2008 por el California Institute of Technology). Después la Universidad de Colorado ha considerado que existía hace 55 millones de años y que habría comenzado a formarse hace 65 millones de años, al final de la era de los dinosaurios.

### Las formaciones geológicas hoy día
Se han identificado cerca de 40 capas de rocas diferentes sobre las paredes del Gran Cañón. Las principales formaciones del Gran Cañón se recogen en la imagen siguiente. 
| 6 - Hermit, Coconino, Toroweap et Kaibab    | 6d - Caliza de Kaibab             |                                |
| 6 - Hermit, Coconino, Toroweap et Kaibab    | 6c - Formation Toroweap           |                                |
| 6 - Hermit, Coconino, Toroweap et Kaibab    | 6b - Arenisca de Coconino         | - Esquisto de Hermit           |
| 6 - Hermit, Coconino, Toroweap et Kaibab    | 5 - Grupo de Supai                | 5d - Formation de la Explanada |
| 5c - Formación de Wescogame                 | 5 - Grupo de Supai                |                                |
| 5b - Formación de Manakacha                 | 5 - Grupo de Supai                |                                |
| 5a - Formación de Watahomigi                | 5 - Grupo de Supai                |                                |
| 4 - Temple Butte, Redwall y Surprise Canyon | 4c - Formación de Surprise Canyon |                                |
| 4 - Temple Butte, Redwall y Surprise Canyon | 4b - Caliza de Redwall            |                                |
| 4 - Temple Butte, Redwall y Surprise Canyon | 4a - Caliza de Temple Butte       |                                |
| 3 - Grupo de Tonto                          | 3c - Caliza de Muav               |                                |
| 3 - Grupo de Tonto                          | 3b - Esquisto de Bright Angel     |                                |
| 3 - Grupo de Tonto                          | 3a – Arenisca de Tapeats          |                                |
| 2 - Supergrupo de Gran Canon                |                                   |                                |
| 1 - Grupo de Vishnu                         | 1b - Granito de Zoroastro         |                                |
| 1 - Grupo de Vishnu                         | 1a - Esquisto de Vishnu           |                                |
La meseta de Colorado se asienta en un zócalo que se formó durante el Precámbrico, hace entre 1600 y 1800 millones de años. Las rocas de este zócalo asoman en distintos lugares en el fondo del barranco: los esquistos de Vishnu son los más antiguos y datan del proterozoico. Son antiguos depósitos de (cenizas, lodos, arenas) transformados en rocas sedimentarias y luego metamorfizadas. La arenisca de Coconino y Redwall es bastante resistente a la erosión. Los esquistos de Bright Angel y de Hermit son más blandos...

### Sísmo, vulcanismo y fallas
45 terremotos afectaron al Gran Cañón o su región durante el siglo XX: cinco alcanzaron magnitudes incluidas entre 5 y 6 sobre la escala de Richter.
Hoy, no existen volcanes activos en la región del Gran Cañón. Las últimas lavas datan de alrededor de 10 000 años. La última erupción de Sunset Crater, situado al sur de Gran Cañón tuvo lugar hacia el año 1100. La presencia de numerosas fallas dan prueba de la actividad tectónica que afectó y afecta aún a la región del Gran Cañón. La falla de Bright Angel Fault cruza el cañón cerca de Grand Canyon Village.

## Ecosistemas
El parque nacional de Gran Cañón presenta una importante diversidad de ecosistemas: sus características dependen de numerosos factores: situación, exposición al sol, naturaleza del suelo, altitud, etc. La fauna y la flora se encuentran afectadas por la acción del hombre y la presión turística.

### Fauna del parque

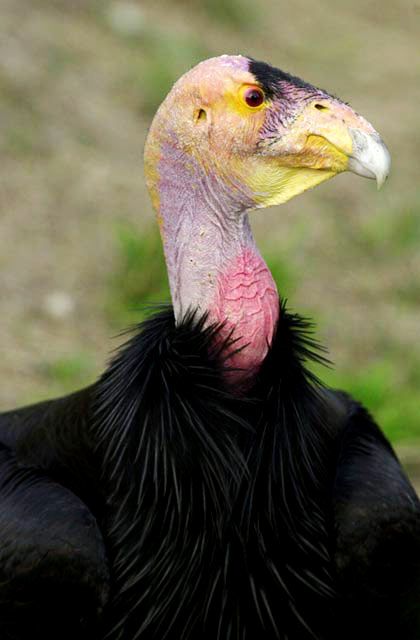
Cóndor de California.

355 especies de aves, 89 de mamíferos, 47 de reptiles, 9 de anfibios, 17 de peces, así como millares de especies de invertebrados se contabilizan en el parque del Gran Cañón. El puma, el lince, el coyote y la cabra de las montañas rocosas son los mamíferos que viven en las dos orillas, pero son difíciles de observar. 
Varias especies están amenazadas o en peligro:Oxyloma haydeni kanabensis es un caracol que se encuentra en algunos prados del parque. Gila cypha y Xyrauchen texanus son dos especies de peces que viven en el río Colorado y sus afluentes. El pelícano marrón de California (Pelecanus occidentalis californicus) y Empidonax traillii son aves muy raras. El cóndor de California, una de las aves más grandes del planeta, fue reintroducido en los años noventa. Presente desde hace 40.000 años en el Gran Cañón, desapareció debido a la caza y al saturnismo. En 1987, sólo había en el mundo una treintena de individuos, incluidos solamente nueve en libertad en (California). Hoy, son 305, una sesentena en Arizona. Desaparecidos de la región en los años veinte, se han clasificado en la lista de las especies en peligro en 1967 y se reintrodujeron tres parejas en 1996. Se les numera y se les pone a todos un radioemisor. Los Cóndores de California no ponen más que un único huevo al año o cada dos años. No alcanzan su madurez sexual hasta la edad de 5 o 6 años; se encuentra a este carroñero sobre todo al este del parque donde aprovecha los vientos ascendentes para desplazarse.

### Ecosistemas antiguos
El Gran Cañón conserva numerosos fósiles, incluidos los más antiguos que se remontan al Precámbrico (rastros de algas y de esporas). Los paleontólogos han encontrado en las grutas del Gran Cañón: pelos, osamentas y deyecciones de animales hoy día desaparecidos. Estos testimonios de la fauna que vivió durante la última glaciación se preservan bien gracias a la aridez de la región. Los especialistas descubrieron así osamentas de cóndor de California de varios millares de años de antigüedad y perfectamente conservadas por desecación. Excrementos de mamuts permitieron a los científicos reconstituir el medio en el período de la Glaciación de Würm o Wisconsin. Con el aumento de las temperaturas, la megafauna del Pleistoceno terminó por desaparecer de la región: mastodonte, perezoso gigante, camello, caballo, tigre dientes de sable.

### Interior de las gargantas y orillas del Colorado
Las paredes expuestas al norte reciben menos sol que las otras: son colonizadas por plantas que se encuentran habitualmente en altitudes superiores o más al norte. Las paredes expuestas al sur poseen una vegetación típica del desierto de Sonora. Hay un centenar de ríos y afluentes. Se encuentran también distintas aves acuáticas: (patos…).  Hyla arenicolor, Bufo punctatus y  Bufo woodhousii woodhousii son los anfibios más corrientes.

### Orilla norte
La orilla norte es más húmeda y fría que la orilla meridional. Las altitudes alcanzan los 2800 metros. Se encuentran bosques de coníferas: pino ponderosa, picea azul.
- fauna específica: ardilla de Kaibab (vientre negro, cola blanca) es una especie endémica de la meseta de Kaibab, puma, halcón de las palomas, búho moteado. Las charcas atraen a numerosos anfibios.

### Orilla meridional

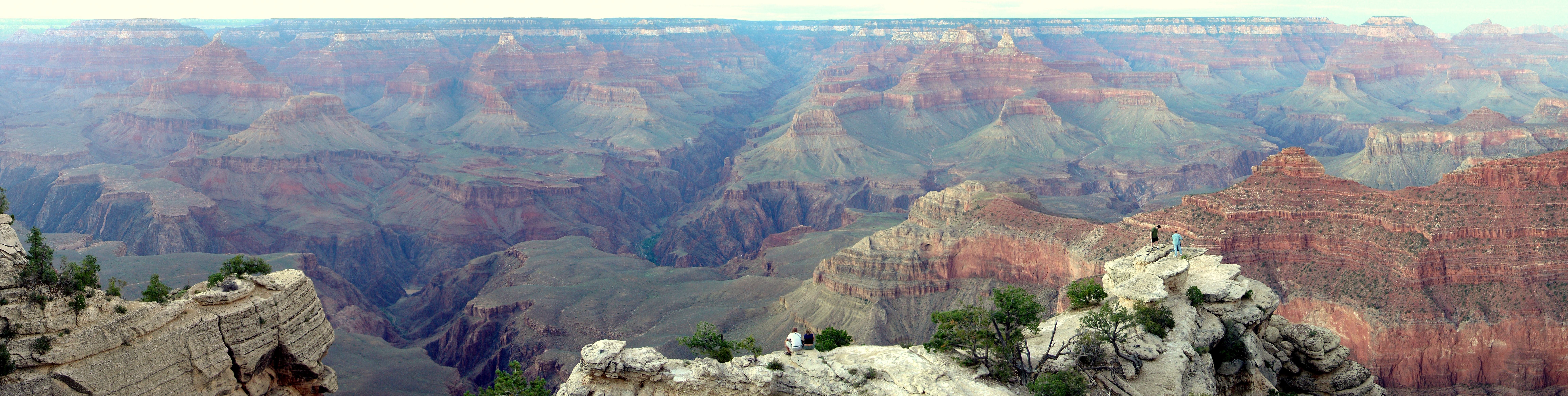
Panorama del Gran Cañón desde la orilla meridional.

La orilla sureste es más árida que la orilla septentrional. La vegetación está adaptada a la falta de agua y a la altitud: cactus, enebro de Utah, pino piñonero. 
- fauna específica:  Crotalus viridis abyssus , ardilla de Albert, zorro gris, ciervo mulo, muflón canadiense, ardilla de las rocas.

### Al oeste
Cuando el río Colorado forma el Lago Mead, la altitud es de 365 metros. El oeste del parque forma parte del desierto de Mojave con matorrales (como Atriplex canescens, Larrea tridentata), arbustos y plantas adaptadas a la aridez (Agave de l' Utah, Ratanhia, Acacia greggii, cactus). 

### Los medios escalonados
- En el fondo de las gargantas, la vida depende de los cursos de agua.

- En los medios desérticos: arbustos, cactus

Entre 1300 y 1900 metros de altitud se encuentran bosques de pino piñonero y enebro de Utah (Juniperus osteosperma). Otras especies como Artemisia tridentata, efedra, Yucca baccata, Oryzopsis hymenoides o Sporobolus habitan también en esta altitud. 
- Entre 1900 metros y 2500 metros de altitud: pino ponderosa, y también: Quercus gambelii ( roble de Gambel), Robinia neomexicana, Cercocarpus, saúco, Mahonia repens , festuca, etc .

- Sobre 2500 metros: piceas y abetos:  Picea engelmannii , picea azul, abeto de Douglas, abeto de Colorado; y también de frondosas como el chopo. Otras plantas: Achillée millefeuille, potentilla, Cyperaceae, Aster.

### Amenazas actuales
Desde el siglo XX el hombre ha modificado el medio ambiente del Gran Cañón. La tala y los incendios hacen retroceder los bosques de la zona septentrional y amenazan a la fauna. 

## Historia
petroglifos.

### Descubrimiento y exploración
Los conquistadores españoles fueron los primeros hombres blancos que debieron alcanzar la región. En 1540, el virrey de España envió una expedición desde el México actual hacia el norte, con el fin de descubrir las ciudades del oro de Cibola. El capitán Don García López de Cárdenas descubrió entonces el Gran Cañón pero renunció a cruzarlo por no haber encontrado un paso entre las dos orillas. Más tarde envió a misioneros con el fin de evangelizar a las poblaciones autóctonas. La región permaneció ignorada hasta mediados del siglo XIX. Pero la conquista del oeste y crecimiento demográfico impulsaron a los americanos a cartografiar el sector. En 1869, John Wesley Powell, un veterano de Guerra de Secesión, desciende el río Colorado en barco: su expedición cuesta la vida a tres de los nueve hombres. El relato de Powell despierta el interés de los geólogos y de los enamorados de la naturaleza.

### Adaptaciones y desarrollo
Al principio del siglo XX la región se desarrolló mucho y los cazadores frecuentaron cada vez más el Gran Cañón. El ferrocarril se instaló en la orilla meridional en 1901. El primer hotel se inauguró poco tiempo después. Ante la presión humana, el Gobierno decide clasificar la región como parque nacional en 1919. Las aguas de Colorado fueron retenidas con la construcción de la presa Hoover en los años treinta y más tarde por la presa de Glen Canyon hacia los años 1950-1960 (216 m de altura, 475 m de ancho).

## Turismo
El parque de Gran Cañón es uno de los lugares más visitados de los Estados Unidos. El número de visitantes no cesa de aumentar: el número de turistas pasó de 3,9 millones en 2002 a 4,5 millones en 2007.

### La excursión
La particularidad de las excursiones en un barranco es que se comienza a descender… y la vuelta se hace subiendo, contrariamente a las excursiones en la montaña. Esta particularidad hace que las excursiones en el Gran Cañón pueden convertirse en peligrosas; es muy fácil descender y mucho más difícil remontar. Ahora bien algunos excursionistas no paran de descender hasta que comienzan a estar cansados o a tener hambre. Así pues, existen al principio de la pendiente numerosos paneles de “Peligro de muerte” para informar a los turistas de los peligros, y de sensibilizarlos a fin de que tengan mucho cuidado. Los dos principales accesos turísticos son el North Rim (inaccesible de noviembre a abril debido a la nieve) y el South Rim. Un camino de excursión conecta estos dos accesos cruzando el río Colorado desde Grand Canyon Village. Las autoridades del parque desaconsejan descender al río y remontar el barranco en un único día, sobre todo porque la temperatura puede elevarse a 40 grados Celsius en verano.

### Pasarela
Una pasarela de vidrio llamada Grand Canyon Skywalk se inauguró el 20 de marzo de 2007 en Grand Canyon West al oeste del parque nacional. Permite a los visitantes encontrarse 1300 metros sobre el vacío. Fue financiada en parte por David Jin, un hombre de negocios de Las Vegas. La obra no conecta las dos orillas del barranco sino que forma un pequeño bucle que se introduce 22 metros en vertical sobre el Colorado. La plataforma pesa 500 toneladas. Es capaz de soportar el peso de varios centenares de personas exponiendo al mismo tiempo a los vientos. El proyecto fue aprobado por la tribu Hualapai por razones económicas. La entrada cuesta 33 dólares (o sea alrededor de 22 €).

## Clima
El clima se caracteriza por la aridez y la altitud. Las precipitaciones anuales sobre South Rim son de 380 mm. Las temperaturas varían entre el norte (más frío ya que está más elevado) y el sur del parque. También son diferentes según sea en la meseta o en el fondo del barranco: el verano es especialmente cálido y seco en esta altitud. La carretera de la vertiente septentrional está cerrada entre noviembre y mayo debido a los aludes de nieve. vientos catabáticos soplan en el interior de las gargantas en algunos momentos del día. Por la noche, la reducción de las temperaturas genera una niebla fría.
| Mes                                         | Ene | Feb | Mar | Abr | May | Jun | Jul | Ago | Sep | Oct | Nov | Dic |
| ------------------------------------------- | --- | --- | --- | --- | --- | --- | --- | --- | --- | --- | --- | --- |
| Temperaturas máximas medias °C              | 5   | 7   | 10  | 15  | 21  | 27  | 29  | 28  | 24  | 18  | 11  | 6   |
| Temperaturas mínimas medias °C              | -8  | -6  | -4  | 0   | 4   | 8   | 12  | 12  | 8   | 2   | -3  | -7  |
| Precipitaciones medias (mm)                 | 33  | 39  | 35  | 23  | 16  | 10  | 46  | 57  | 29  | 28  | 23  | 41  |
| Fuente: Relevés du parc national, South Rim |     |     |     |     |     |     |     |     |     |     |     |     |

## Fotografías

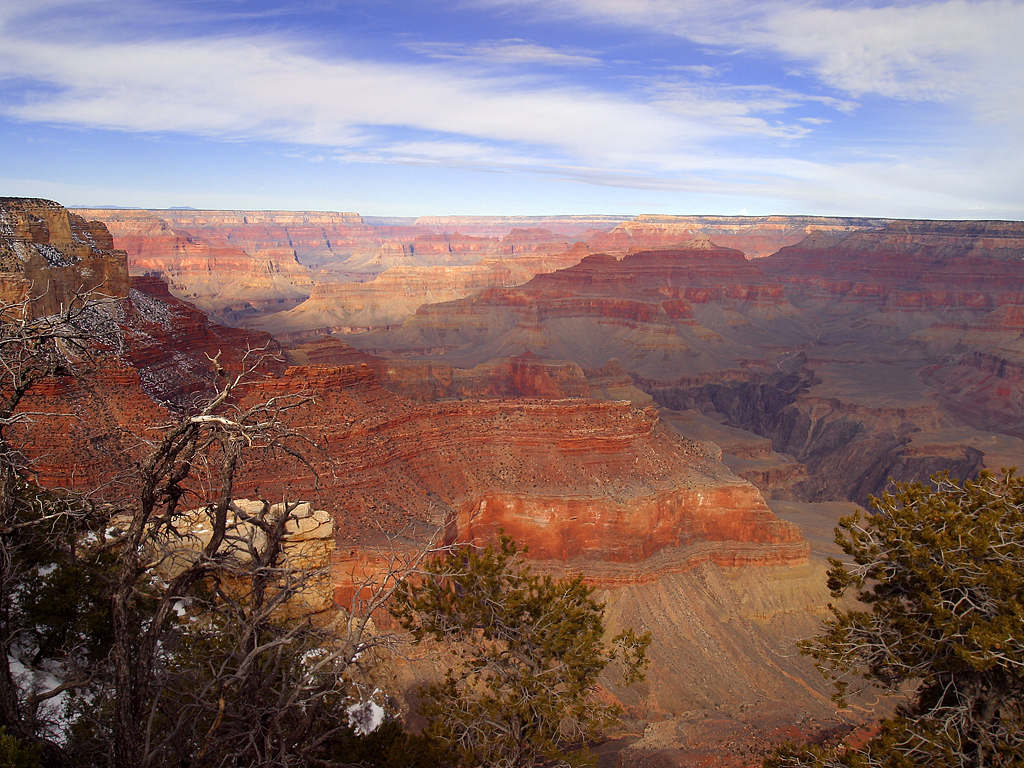
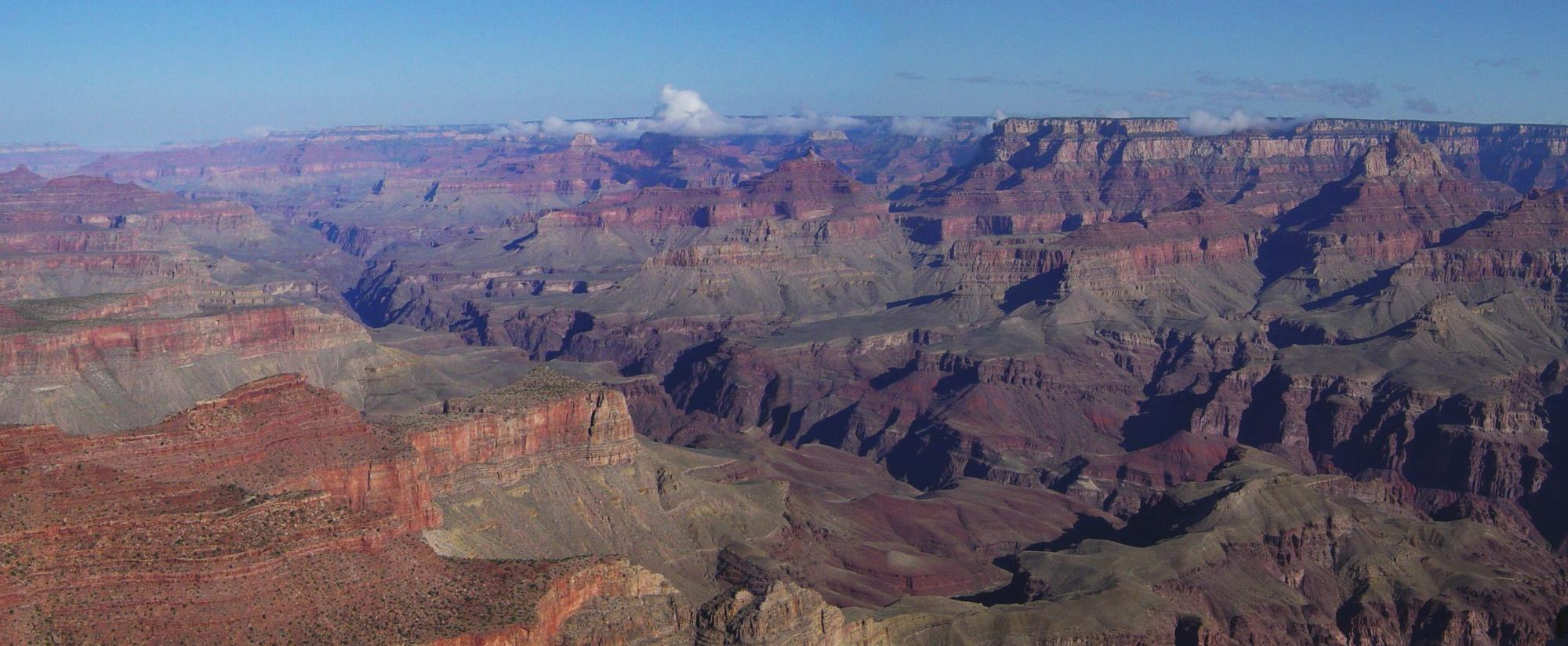
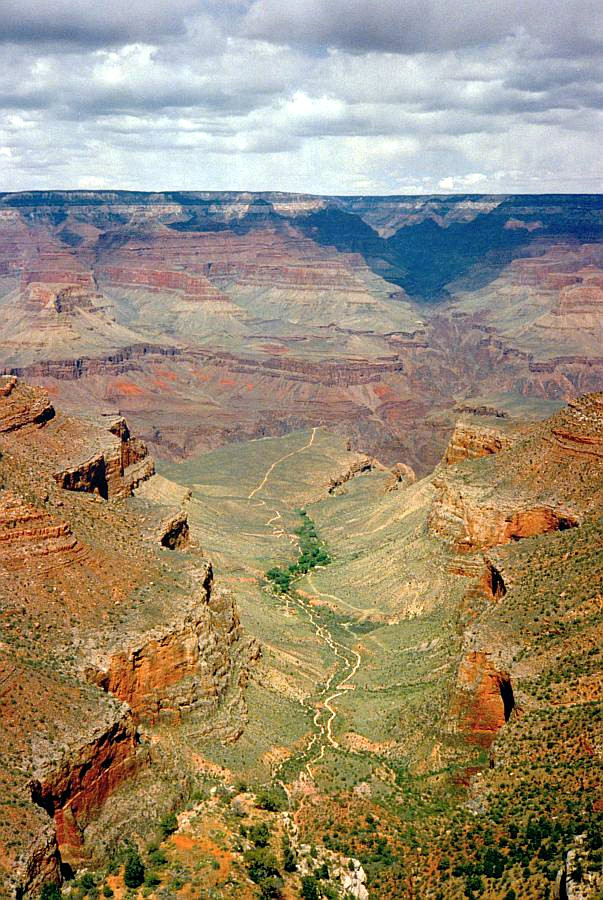
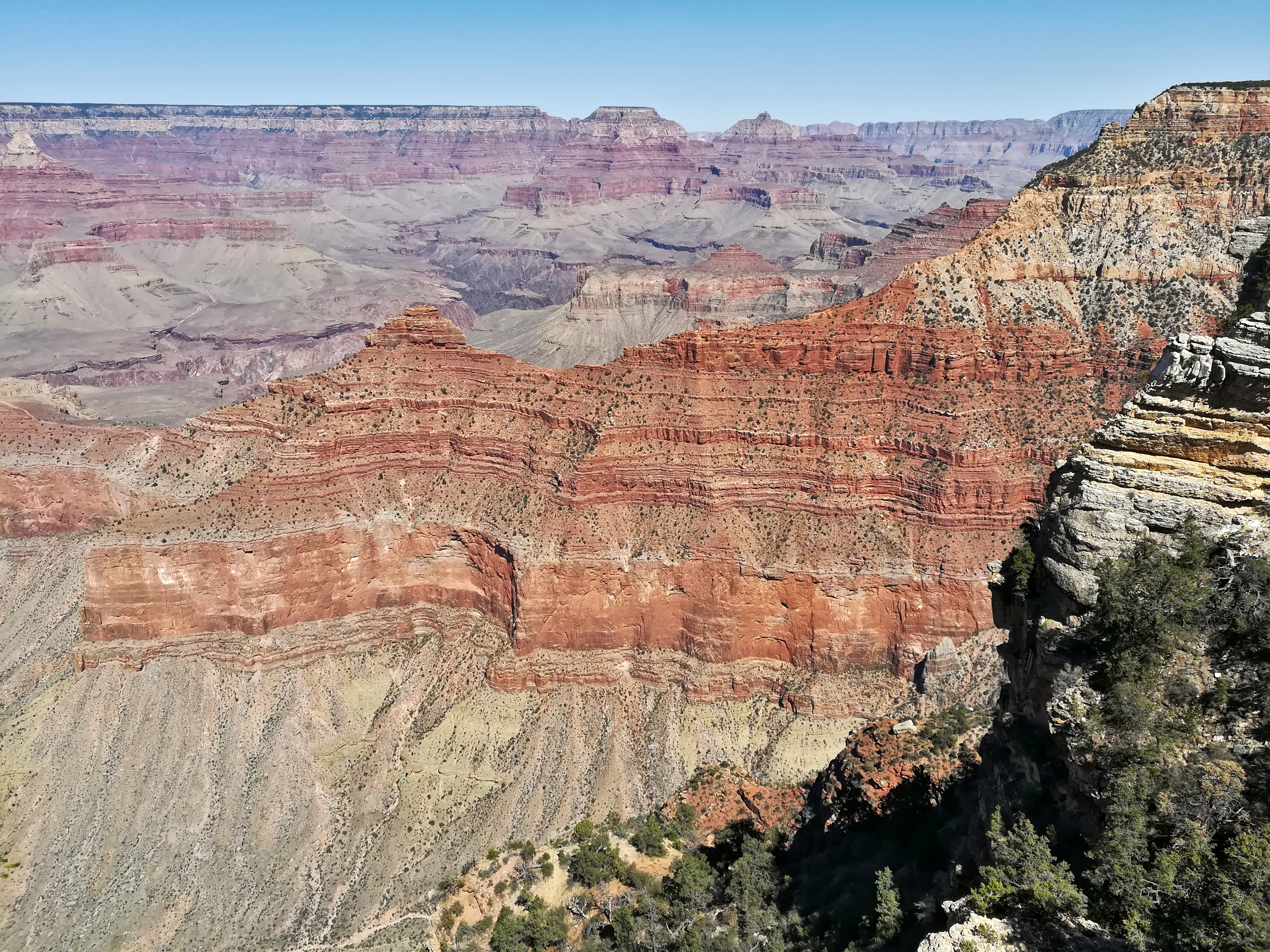
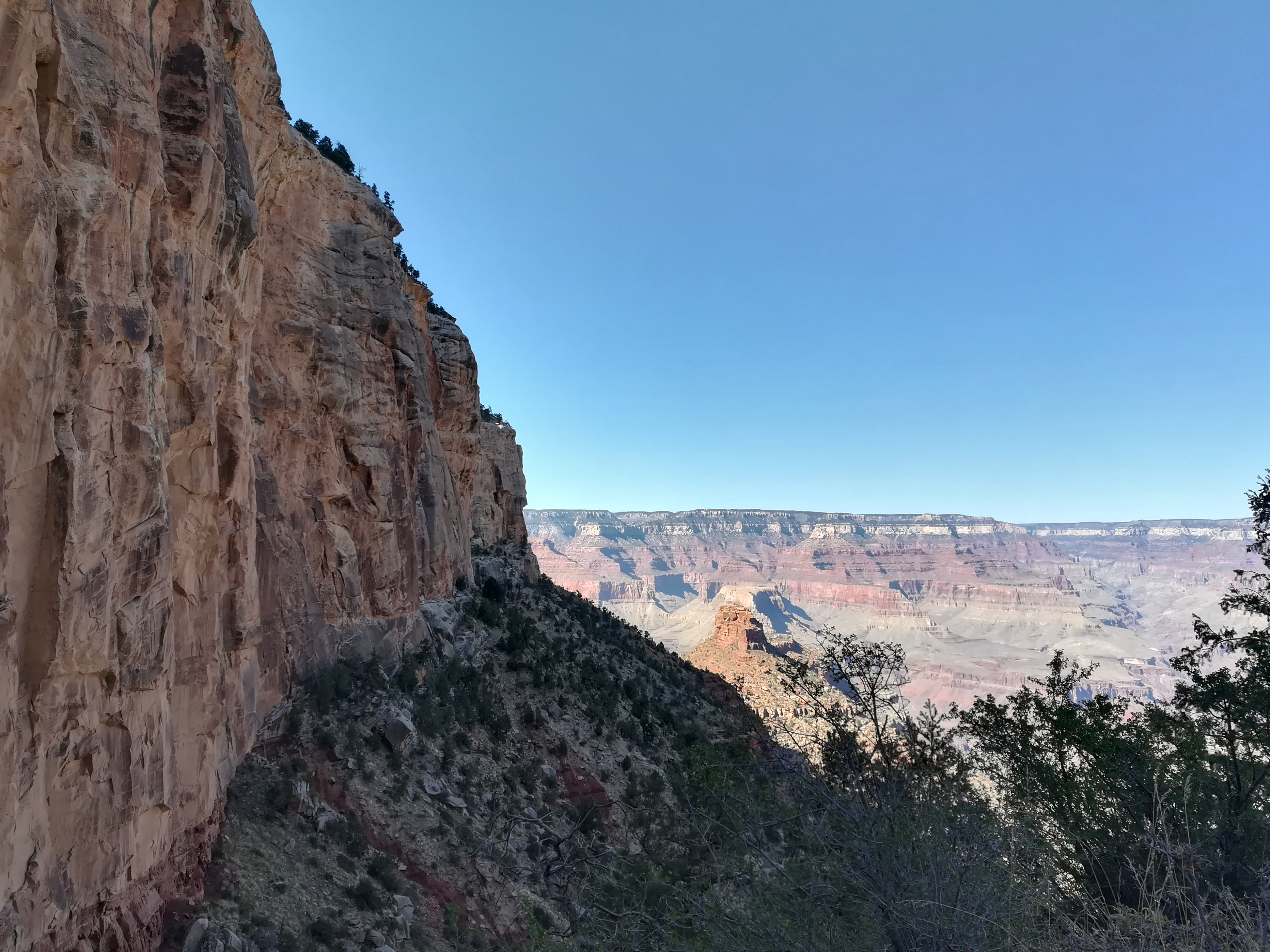
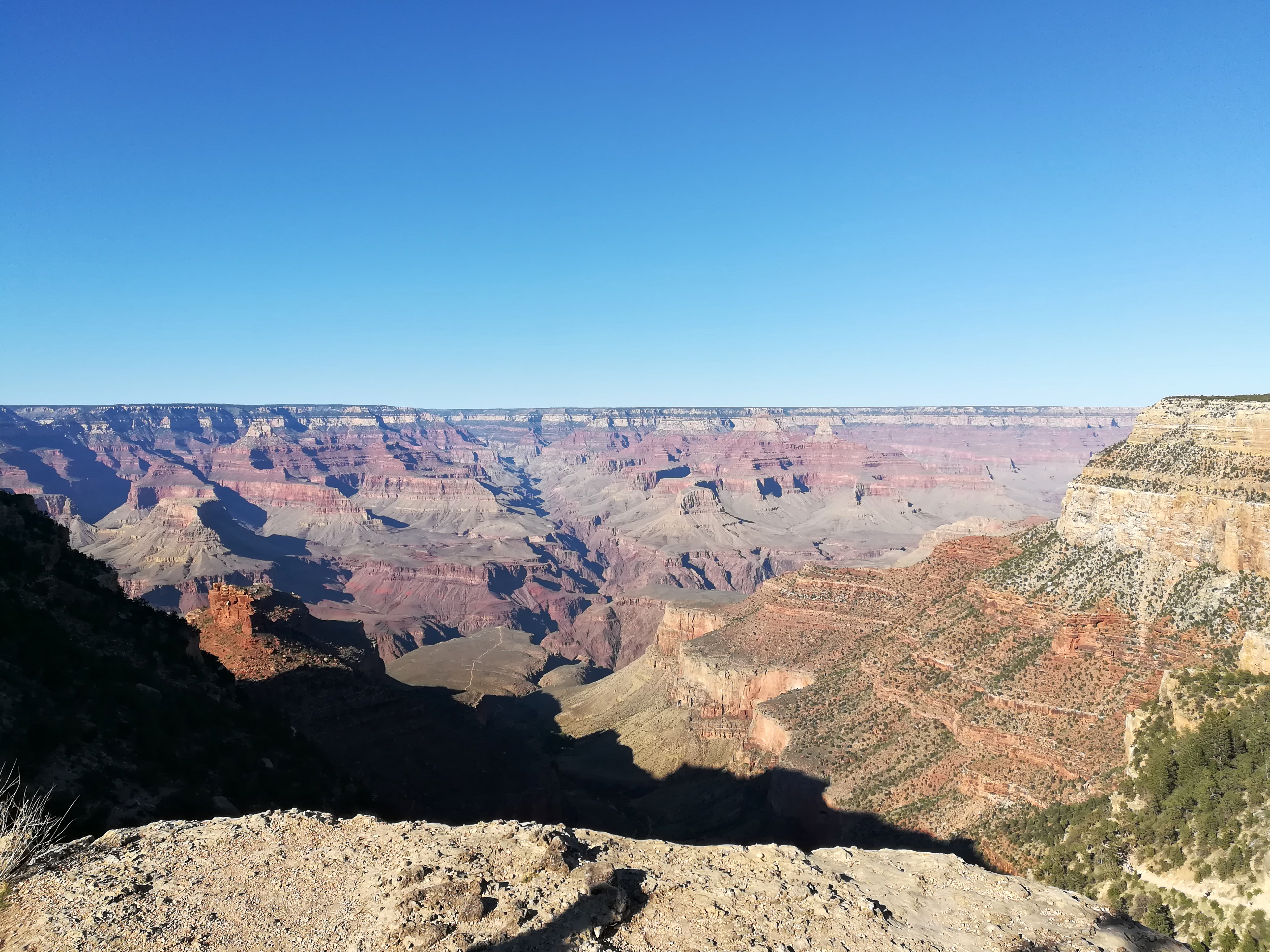